# 津軽鉄道DC20形ディーゼル機関車
津軽鉄道DC20形ディーゼル機関車(つがるてつどうDC20がたディーゼルきかんしゃ)は、かつて津軽鉄道が保有していたディーゼル機関車。

## 概要
1952年（昭和27年）に新潟鐵工所で2両が製造された。ディーゼル機関車としては太平洋戦争後初期の部類にあたる。形式名の「20」は仙鉄式の車両付番法によるもので、運転整備重量20t にちなむ。

## 構造および機器
C形機関車で、箱形車体という私鉄向けディーゼル機関車としては変わったスタイルを持つ。箱形車体の採用は降雪・寒冷地での寒さ対策としているが、厳冬期ではなお不十分であったため、乗務員用の小型ストーブを持ち込んでいた。外部塗色は薄灰色。前面は窓が三枚並び、片側の側面にはラジエーター、反対側には機関搬出口を設置。
新潟鐵工所製DMH17形 (150PS)と機械式変速機を搭載し、ロッドによって駆動する。

## 変遷
津軽鉄道入線後は、蒸気機関車に代わり貨物列車牽引などにあたっていた。途中改造が行なわれ、前面窓へのひさしの取付け、エアタンク・空気冷却管・消音器の屋上への移設が行なわれた。
1957年と1959年に本形式より大型機であるDD350形が入線したことにより余剰となり、DC202は1961年、DC201は1964年に東野鉄道へ譲渡された。
東野鉄道では、本形式の入線によってそれまで使用していた蒸気機関車を置換え、無煙化を果たした。のちにDC202は外部塗色を茶色に変更した。
1968年に東野鉄道は鉄道事業を廃止。その後DC201は西武鉄道に譲渡され、所沢車両工場でL形の車体に大改造を受け、無車籍の入換機として使用された。